# Yang Hilang
Yang Hilang è un album di raccolta della cantante indonesiana Anggun, pubblicato nel 1994.

## Tracce
1. Yang Hilang
2. Masa Masa Remaja
3. Ku Tak Ingin
4. Nafas Cinta
5. Anak Putih Abu Abu
6. Mimpi
7. Tua Tua Keladi
8. Sentuhan Dewata
9. Gaya Remaja
10. Problema Cinta
11. Batu Batu
12. Nocturno